# Суперкубок Польщі з футболу
Суперкубок Екстракласи СА (пол. Superpuchar Ekstraklasy S.A.) — футбольні змагання в Польщі, організовані в 1980, 1983, 1987-2002, 2004 роках. З 2006 проводиться Суперкубок Екстракласи СА. Одноматчевий турнір, у якому грають дійсний володар кубка Польщі і чемпіон сезону. У випадку, якщо кубок і чемпіонат виграла одна команда, то в Суперкубку грають чемпіон і фіналіст кубка.
Назви Суперкубка у Польщі:
- 1980—2004: Суперкубок Польщі з футболу (пол. Superpuchar Polski w piłce nożnej)
- 2007—...: Суперкубок Екстракласи СА (пол. Puchar Ekstraklasy S.A.)

## Історія
Перші змагання за Суперкубок Польщі з футболу було плановано провести 22 червня 1980 року. У ньому повинні були зустрітися тодішній чемпіон «Шомбєркі» (Битом) і володар кубка Польщі «Легія» (Варшава). Але через складну політичну (Воєнний стан у Польщі 1981-1983), суспільну і господарську ситуацію в країні матч було скасовано. Тільки за три роки згадали про турнір і 30 липня 1983 року відбувся перший матч, у якому володар кубка Польщі «Лехія» (Гданськ) переміг 1:0 чемпіона «Лех» (Познань). Потім наступні чотири роки змагання не проводилися. І тільки з 1987 почалися циклічно змагатися за Суперкубок. У 2002, 2003 і 2005 рр. через мале зацікавлення турніром матчі були скасовані. До 2006 змагання за Суперкубок Польщі з футболу проводилися під егідою Польського Футбольного Союзу, а потім Екстракласа СА організувала наступні турніри.

## Усі матчі Суперкубка Польщі
| Сезон | Чемпіон                | Рахунок       | Володар кубка          |
| ----- | ---------------------- | ------------- | ---------------------- |
|       |                        |               |                        |
| 1980  | «Шомбєркі» (Битом)     | –             | «Легія» (Варшава)      |
| 1983  | «Лех» (Познань)        | 0:1           | «Лехія» (Гданськ)      |
| 1987  | «Гурник» (Забже)       | 0:2           | «Шльонськ» (Вроцлав)   |
| 1988  | «Гурник» (Забже)       | 2:1           | «Лех» (Познань)        |
| 1989  | «Рух» (Хожув)          | 0:3           | «Легія» (Варшава)      |
| 1990  | «Лех» (Познань)        | 3:1           | «Легія» (Варшава)      |
| 1991  | «Заглембє» (Любін)     | 1:1 (пен.2:3) | ГКС «Катовіце»         |
| 1992  | «Лех» (Познань)        | 4:2           | «Мєдзь» (Легниця)      |
| 1993  | ?                      | –             | ГКС «Катовіце»         |
| 1994  | «Легія» (Варшава)      | 6:4           | ЛКС «Лодзь»            |
| 1995  | «Легія» (Варшава)      | 0:1           | ГКС «Катовіце»         |
| 1996  | «Відзев» (Лодзь)       | 1:1 (пен.5:4) | «Рух» (Хожув)          |
| 1997  | «Відзев» (Лодзь)       | 1:2           | «Легія» (Варшава)      |
| 1998  | ЛКС «Лодзь»            | 0:1           | «Аміка» (Вронкі)       |
| 1999  | «Вісла» (Краків)       | 0:1           | «Аміка» (Вронкі)       |
| 2000  | «Полонія» (Варшава)    | 4:2           | «Аміка» (Вронкі)       |
| 2001  | «Вісла» (Краків)       | 4:3           | «Полонія» (Варшава)    |
| 2002  | «Легія» (Варшава)      | –             | «Вісла» (Краків)       |
| 2004  | «Вісла» (Краків)       | 2:2 (пен.1:4) | «Лех» (Познань)        |
| 2006  | «Легія» (Варшава)      | 1:2           | «Вісла» (Плоцьк)       |
| 2007  | «Заглембє» (Любін)     | 1:0           | ГКС «Белхатув»         |
| 2008  | «Вісла» (Краків)       | 1:2           | «Легія» (Варшава)      |
| 2009  | «Вісла» (Краків)       | 1:1 (пен.3:4) | «Лех» (Познань)        |
| 2010  | «Лех» (Познань)        | 0:1           | «Ягеллонія» (Білосток) |
| 2012  | «Шльонськ» (Вроцлав)   | 1:1 (пен.4:2) | «Легія» (Варшава)      |
| 2014  | «Легія» (Варшава)      | 2:3           | «Завіша» Бидгощ        |
| 2015  | «Лех» (Познань)        | 3:1           | «Легія» (Варшава)      |
| 2016  | «Легія» (Варшава)      | 1:4           | «Лех» (Познань)        |
| 2017  | «Легія» (Варшава)      | 1:1 (пен.3:4) | «Арка» (Гдиня)         |
| 2018  | «Легія» (Варшава)      | 2:3           | «Арка» (Гдиня)         |
| 2019  | «Пяст» (Глівіце)       | 1:3           | «Лехія» (Гданськ)      |
| 2020  | «Легія» (Варшава)      | 0:0 (пен.4:5) | «Краковія»             |
| 2021  | «Легія» (Варшава)      | 1:1 (пен.3:4) | «Ракув»                |
| 2022  | «Лех» (Познань)        | 0:2           | «Ракув»                |
| 2023  | «Ракув»                | 0:0 (пен.5:6) | «Легія» (Варшава)      |
| 2024  | «Ягеллонія» (Білосток) | 1:0           | «Вісла» (Краків)       |
| 2025  | «Лех» (Познань)        | 1:2           | «Легія» (Варшава)      |

## Статистика за історію

### Найуспішніші клуби
За всю історію проведення розіграшу Суперкубка Польщі 11 разів перемагали чемпіони Польщі, 19 разів перемога була на боці володаря кубка Польщі, а 3 рази заплановані матчі не відбулися. Фіналістами ставав 22 клуби. Лідером класифікації є «Легія» (Варшава), яка має на сім фіналів більше від другого у класифікації «Леха» (Познань).
| №.  | Клуб                   | Місця на подіум | Місця на подіум | Переможні сезони                   |
| №.  | Клуб                   | Володар         | Фіналіст        | Переможні сезони                   |
| --- | ---------------------- | --------------- | --------------- | ---------------------------------- |
| 1.  | «Легія» (Варшава)      | 6               | 11              | 1989, 1994, 1997, 2008, 2023, 2025 |
| 2.  | «Лех» (Познань)        | 6               | 4               | 1990, 1992, 2004, 2009, 2015, 2016 |
| 3.  | «Аміка» (Вронкі)       | 2               | 1               | 1998, 1999                         |
| 3.  | «Ракув» (Ченстохова)   | 2               | 1               | 2021, 2022                         |
| 5.  | «Арка» (Гдиня)         | 2               |                 | 2017, 2018                         |
| 5.  | ГКС «Катовіце»         | 2               |                 | 1991, 1995                         |
| 5.  | «Шльонськ» (Вроцлав)   | 2               |                 | 1987, 2012                         |
| 5.  | «Лехія» (Гданськ)      | 2               |                 | 1983, 2019                         |
| 5.  | «Ягеллонія» (Білосток) | 2               |                 | 2010, 2024                         |
| 10. | «Вісла» (Краків)       | 1               | 5               | 2001                               |
| 11. | «Гурник» (Забже)       | 1               | 1               | 1988                               |
| 11. | «Відзев» (Лодзь)       | 1               | 1               | 1996                               |
| 11. | «Полонія» (Варшава)    | 1               | 1               | 2000                               |
| 11. | «Заглембє» (Любін)     | 1               | 1               | 2007                               |
| 15. | «Вісла» (Плоцьк)       | 1               |                 | 2006                               |
| 15. | «Завіша» (Бидгощ)      | 1               |                 | 2014                               |
| 15. | «Краковія» (Краків)    | 1               |                 | 2020                               |
| 18. | «Рух» (Хожув)          |                 | 2               |                                    |
| 18. | ЛКС «Лодзь»            |                 | 2               |                                    |
| 20. | «Мєдзь» (Легниця)      |                 | 1               |                                    |
| 20. | ГКС «Белхатув»         |                 | 1               |                                    |
| 20. | «Пяст» (Глівіце)       |                 | 1               |                                    |